# مراد نیازف
مراد نیازُف با نام کامل مراد صفرمرادویچ نیازُف (به روسی: Мурад Сапармуратович Ниязов)، تاجر، کارآفرین و پسر صفرمراد نیازف رئیس‌جمهور فقید ترکمنستان است. او در ۱۸ آوریل ۱۹۶۷ در لنینگراد (سن پترزبورگ فعلی)، شوروی به دنیا آمد. نام غیر رسمی او در روسیه ولادمیر می‌باشد. او در اواسط دهه ۹۰ میلادی از طرف مطبوعات شوروی و ترکمنستان جانشین احتمالی صفرمراد نیازف معرفی می‌شد ولی با تصویب قانون منع داشتن دو تابعیت به صورت همزمان در ترکمنستان، او تصمیم گرفت که شهروند روسیه باقی‌مانده و تابعیت ترکمنستانی خود را از دست بدهد.

## زندگی

### تحصیلات
مراد تنها پسر صفر مراد نیازوف در شهر لنینگراد به دنیا آمد. او در سال ۱۹۸۴ تحصیلات متوسطه خود را به پایان رسانده و در رشته حقوق دانشگاه دولتی ماکسیم گورکی ترکمنستان قبول ولی بعدها به بخش حقوق دانشگاه دولتی لنینگراد انتقالی گرفت و پس از فارغ‌التحصیل شدن مدتی را در مؤسسه دیپلماتیک وزارت امور خارجه روسیه در مسکو مشغول به کار شد.

### شغل
او پس از فارغ‌التحصیلی به عنوان بازپرس بخش حمل و نقل جاده دادستانی مسکو به فعالیت پرداخت. در دهه ۹۰ میلادی پس از استقلال ترکمنستان به فعالیت در پروژه‌های مختلف کسب و کار مانند: صادرات پنبه و پشم گوسفند، فروش گاز و نفت ترکمنستان به کشورهای مشترک‌المنافع شوروی پرداخت. او انحصار واردات الکل و تنباکو (سیگار) را در ترکمنستان تا زمان مرگ پدرش در اختیار داشت و ساخت و ساز هتل و مراکز بزرگ تجاری و مسکونی در عشق آباد نیز در انحصار او بود. او همچنین مالک شرکت اورینتال و چندین شرکت دولتی و بازرگانی بوده‌است.

### فعالیت سیاسی
به گفته کارشناسان مراد نیازف هرگز وارد مسائل سیاسی نمی‌شده و فعالیت چندانی نداشته‌است. ولی او چندین بار از سوی رئیس‌جمهور وقت به عنوان دپیلمات رسمی به همراه همسرش جهت دیدار و مذاکره اقتصادی و تجاری از اتریش مجوز رسمی گرفته‌است. او در سال ۲۰۰۶ برای اولین بار از طرف دولت ترکمنستان برای مذاکراتی در باره مسائل تجاری و همکاری اقتصادی با امارات متحده عربی در دوبی حضور داشته‌است.

### زندگی شخصی
مراد نیازوف سه بار ازدواج کرده‌است. اولین همسر او لیلی انگیلونا از خانواده‌ای ثروتمند از قوم تاتار بود که ثمره این ازدواج دختری بنام یولیا است که سال ۱۹۸۷ به دنیا آمد. همسر دومش النا اوشاکوف اهل مسکو می‌باشد که ثمره ازدواجشان دختری به نام جانت است که در سال ۱۹۹۵ به دنیا آمد. همسر سوم او ویکتوریا گوگلیواست و ثمره این ازدواج یک دختر بنام سوفیا و یک پسر بنام آتامراد است که در سال ۲۰۰۴ به دنیا آمد.